# Calle del Dos de Mayo (Madrid)
La calle del Dos de Mayo, llamada antes calle de San Pedro Nueva, en el madrileño Barrio de Maravillas, une la plaza del Dos de Mayo con la calle de San Vicente Ferrer. Al igual que la contigua plaza del Dos de Mayo, fue bautizada así el año 1840 en homenaje a la gesta popular del levantamiento del 2 de mayo al inicio de la Guerra de la Independencia de España contra a las tropas francesas de ocupación.

## Historia

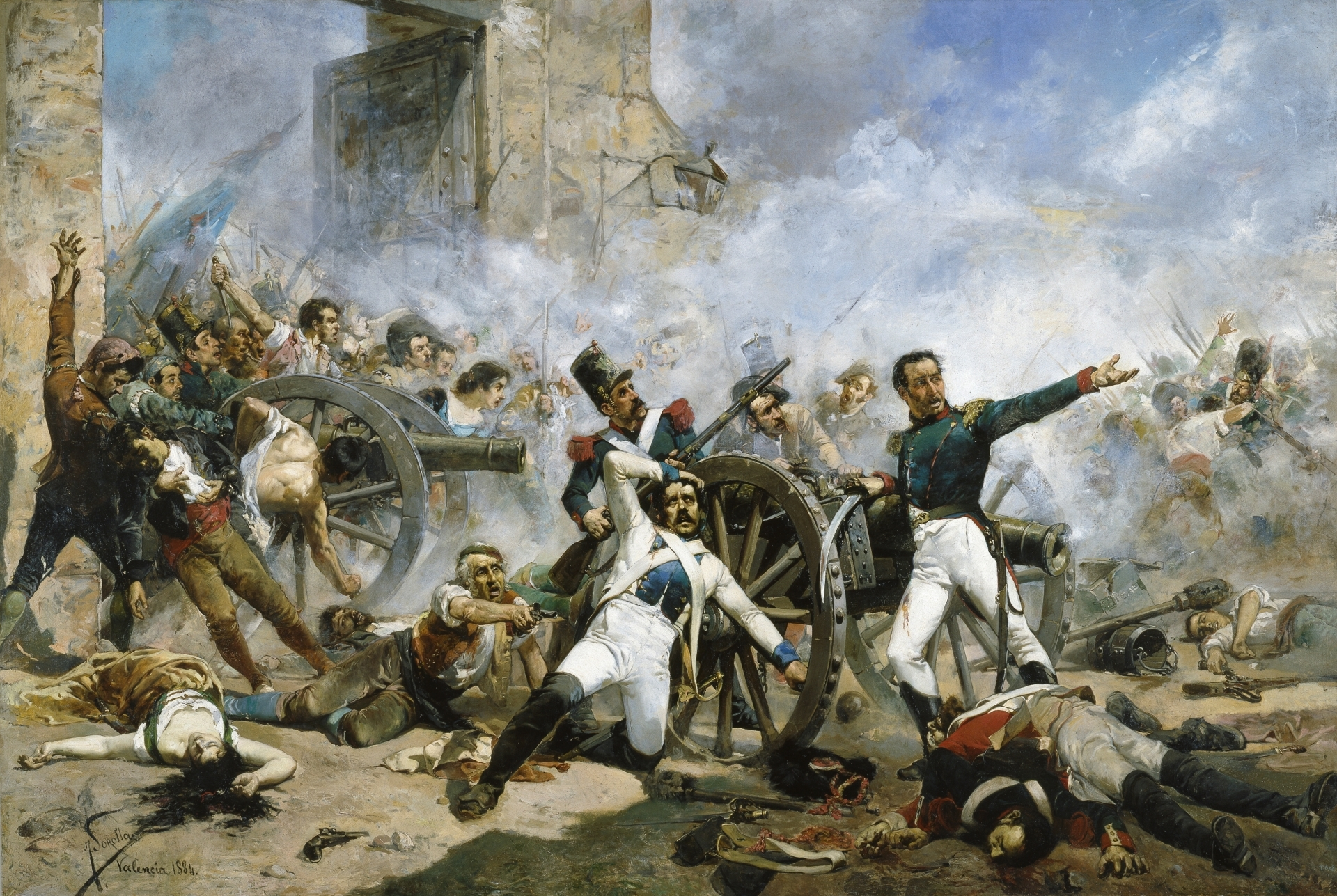
Joaquín Sorolla: Defensa del Parque de Artillería de Monteleón, el día Dos de mayo de 1808, en Madrid. En el centro del cuadro el capitán Pedro Velarde en el momento de ser alcanzado por el fuego enemigo, y en pie junto a él, Luis Daoíz, herido pero dando órdenes.

En el viejo plano de Teixeira aparece como calle de la Cruz, pero al cortarse la vía con la construcción del palacio de Monteleón, tomó el nombre de San Pedro Nueva, tal y como registra el plano de Antonio Espinosa de los Monteros de 1769. Tras la guerra de la Independencia la de San Pedro se convirtió en calle del Dos de Mayo, que poco después, al crearse el espacio urbano de la plaza del mismo nombre, quedó dividida de nuevo, cambiando de nombre el tramo que sube hasta la calle Carranza que se le dedicó a otro héroe del Cuartel de Artillería de Monteleón, el teniente Ruiz.
Situada en el corazón de Malasaña, esta breve calle tiene en su costado de poniente la iglesia de las Maravillas, levantada en los terrenos del convento de monjas carmelitas de ese nombre, inaugurado el 2 de febrero de 1647 y construido por Felipe VI sobre una parroquia ya mencionada en el Fuero de Madrid de 1202.
De la primera mitad del siglo XX ha quedado noticia de la existencia frente a la iglesia, de una popular Fábrica de Patatas Fritas en el edificio que luego ocuparía la Escuela de Música Creativa. Otro establecimiento castizo fue la lechería la Granja Flor de Mayo, en el tramo cercano a San Vicente Ferrer.